# Glossobalanus parvulus
Glossobalanus parvulus — вид напівхордових родини Ptychoderidae класу Кишководишні (Enteropneusta).

## Поширення
Вид зустрічається на півночі  Індійського океану у районі  Лаккадівських та  Мальдівських островів.